# Colégio Des Oiseaux
O Colégio Des Oiseaux foi um  tradicional colégio feminino de São Paulo, inaugurado em 1907, conduzido pelas Cônegas de Santo Agostinho, ocupando terreno de 24.000 m² na esquina das ruas Augusta e Caio Prado, no distrito da Consolação, instalado num palacete projetado pelo arquiteto Victor Dubugras  para ser a residência da família de Fábio Uchoa .
O palacete foi executado sob as ordens do engenheiro Emilio Fagnani e se concluiu em 1901. Em 1906, a Vila Uchoa, como ficou conhecida a edificação, foi vendida pela família para as Cônegas de Santo Agostinho. Emilio Fagnani morreu pouco antes da inauguração do colégio, em 1907.
Segundo a pesquisadora da USP Graziela Serroni Perosa, "sua arquitetura de inspiração art nouveau emprestava um ar requintado ao colégio. [...] Os amplos jardins frontais e laterais do edifício garantiam a distância espacial conveniente da rua, à semelhança do que ocorria com as habitações das camadas de alta renda instaladas nesta parte da cidade. A extensão desses jardins permitia a entrada de automóveis transportando as alunas".
Ali estudaram Ruth Cardoso e Marta Suplicy, entre outras alunas que vieram a se destacar no cenário cultural ou político. 
A escola Encerrou suas atividades em 1969. Durante algum tempo, funcionou lá o cursinho Equipe . O prédio foi demolido em 1974, uma ação bastante controversa e criticada.
O bosque ali existente foi tombado por resolução do Conselho Municipal de Preservação do Patrimônio Histórico, Cultural e Ambiental da Cidade de São Paulo em dezembro de 2004 (RESOLUÇÃO 23/04), considerando "a a dimensão e a diversidade arbórea e arbustiva do lote e a avifauna existentes nesta região escassa de área verde" .
Nos fundos do terreno, com frente para a rua Marquês de Paranaguá, foi construído o Instituto Sedes Sapientiae que depois, foi transferida para o Morumbi, junto ao Colégio Nossa Senhora do Morumbi. 
As freiras da Ordem de Santo Agostinho mantêm duas outras escolas na cidade de São Paulo: o Externato Madre Alix e o Colégio Nossa Senhora do Morumbi. , além da Escola Stella Maris, em Santos .
O terreno onde ficava o Colégio, na rua Caio Prado, 232, foi transformado em parque, o Parque Augusta.